# Campeonato Paraibano de Futebol de 2013
O Campeonato Paraibano Chevrolet de 2013, por motivo de patrocínio, ou simplesmente Campeonato Paraibano de Futebol de 2013, foi a 103ª edição do campeonato estadual de futebol, será realizado em duas divisões, sendo organizado e dirigido pela Federação Paraibana de Futebol. O campeão foi o Botafogo e  garantiu uma vaga na Copa do Brasil de Futebol de 2014, além de uma vaga na Série D do Campeonato Brasileiro de 2013 e da Copa do Nordeste de 2014, onde disputará uma vaga na Copa Sul Americana também de 2014.
Inicialmente o vice-campeão, o Treze havia assegurado apenas uma vaga para o Campeonato do Nordeste de 2014, a segunda vaga do estado na Copa do Brasil de 2014 caberia ao time campeão da Copa Paraíba de 2013, que por não ter atingido o número mínimo de inscrições o certame não pode ser disputado e então a Federação Paraibana confirmou o Treze como sendo o segundo representante estadual.
A segunda divisão do campeonato teve início em 28 de Agosto e término em 29 de setembro, o Esporte Clube de Patos e o Santa Cruz Recreativo Esporte Clube de Santa Rita conquistaram as duas vagas e irão jogar pela elite estadual em 2014.

## Primeira Divisão
A primeira divisão do campeonato estadual teve início em 6 de Janeiro, foi dividido em dois turnos, onde no primeiro excluem-se o Campinense e o Sousa que devido estarem disputando a Copa do Nordeste de Futebol de 2013 não entram nesta fase, estando automaticamente classificados ao turno seguinte. Os demais clubes jogam todos entre si, onde os seis primeiros avançam à fase seguinte, com os dois melhores colocados classificados diretamente à fase final e os dois últimos rebaixados à segunda divisão de 2014.
Na segunda fase os 6 classificados juntam-se a Campinense e Sousa e disputam as outras duas vagas da fase final.
A fase final será dividida em Semi-final e final, onde realizar-se-ão jogos de ida e volta até definir o campeão. O critério de gol fora de casa valerá nestas fases e os classificados no primeiro turno terão vantagem de jogar por resultados iguais.

### Participantes
| Equipe                 | Cidade         | Em 2012              | Estádio           | Capacidade | Títulos (mais recente) |
| ---------------------- | -------------- | -------------------- | ----------------- | ---------- | ---------------------- |
| Atlético de Cajazeiras | Cajazeiras     | 1º (2ª Divisão 2012) | Perpetão          | 6.000      | 1 (2002)               |
| Auto Esporte           | João Pessoa    | 8º (1ª Divisão 2012) | Graça             | 6.400      | 6 (1992)               |
| Botafogo               | João Pessoa    | 4º (1ª Divisão 2012) | Almeidão          | 25.770     | 25 (2003)              |
| Campinense             | Campina Grande | 1º (1ª Divisão 2012) | Amigão            | 25.770     | 18 (2012)              |
| CSP                    | João Pessoa    | 7º (1ª Divisão 2012) | Graça             | 6.400      | 0 (Não Possui)         |
| Cruzeiro de Itaporanga | Itaporanga     | 2º (2ª Divisão 2012) | Zezão             | 3.000      | 0 (Não Possui)         |
| Nacional               | Patos          | 6º (1ª Divisão 2012) | José Cavalcanti   | 5.500      | 1 (2007)               |
| Paraíba                | Cajazeiras     | 5º (1ª Divisão 2012) | Perpetão          | 6.000      | 0 (Não Possui)         |
| Sousa                  | Sousa          | 2º (1ª Divisão 2012) | Marizão           | 15.000     | 2 (2009)               |
| Treze                  | Campina Grande | 3º (1ª Divisão 2012) | Presidente Vargas | 10.000     | 15 (2011)              |

## Primeiro Turno
1Campinense e Sousa não participam desta primeira fase por estarem a disputar a Copa do Nordeste de 2013.

## Fase Final
|  | Semifinais  | Semifinais  | Semifinais | Semifinais |   |       | Final | Final | Final | Final |
|  |             |             |            |            |   |       |       |       |       |       |
|  | Treze       | 1           | 0          | 1          |   |       |       |       |       |       |
|  | Campinense  | 0           | 1          | 1          |   |       |       |       |       |       |
|  | Campinense  | 0           | 1          | 1          |   | Treze | 1     | 0     | 1     |       |
|  |             |             |            |            |   | Treze | 1     | 0     | 1     |       |
|  |             | Botafogo-PB | 0          | 3          | 3 |       |       |       |       |       |
|  | CSP         | Botafogo-PB | 0          | 3          | 3 | 0     | 0     | 0     |       |       |
|  | CSP         |             |            |            |   | 0     | 0     | 0     |       |       |
|  | Botafogo-PB | 1           | 4          | 5          |   |       |       |       |       |       |

| Campeonato Paraibano de 2013     |
| -------------------------------- |
|                                  |
| Botafogo-PB Campeão (27º título) |

## Segunda Divisão
Os times que disputam a segunda divisão serão colocados em um único grupo onde todos jogam contra todos, dentro e fora de casa. Os dois que conseguirem melhor pontuação ao final dos confrontos estarão classificados à final e consequentemente assegurarão vaga na primeira divisão de 2014.

### Participantes
| Equipe           | Cidade         | Em 2012              | Estádio           | Capacidade | Títulos (mais recente) |
| ---------------- | -------------- | -------------------- | ----------------- | ---------- | ---------------------- |
| Esporte de Patos | Patos          | 9º (1ª Divisão 2012) | José Cavalcante   | 11.000     | 1 (2005)               |
| Queimadense      | Queimadas      | 7º (2ª Divisão 2012) | Presidente Vargas | 11.000     | 1 (2007)               |
| Santa Cruz       | Santa Rita     | 5º (2ª Divisão 2012) | Almeidão          | 25.770     | 2 (2000)               |
| Sport Campina    | Campina Grande | 7º (2ª Divisão 2012) | Amigão            | 35.000     | Não tem                |

## Final
| 29 de Setembro de 2013 | Esporte de Patos | 3 – 1 | Santa Cruz | Estádio José Cavalcanti, Patos. |
| 17:00 (UTC-3)          |                  |       |            |                                 |

| Campeonato Paraibano de 2013 - Segunda Divisão |
| ---------------------------------------------- |
|                                                |
| Esporte de Patos Campeão (2º título)           |